# Pareuthria candidata
Pareuthria candidata is een slakkensoort uit de familie van de Buccinidae. De wetenschappelijke naam van de soort is voor het eerst geldig gepubliceerd in 1889 door Mabille en Rochebruneals Trophon candidatus.